# Гора (регіон)

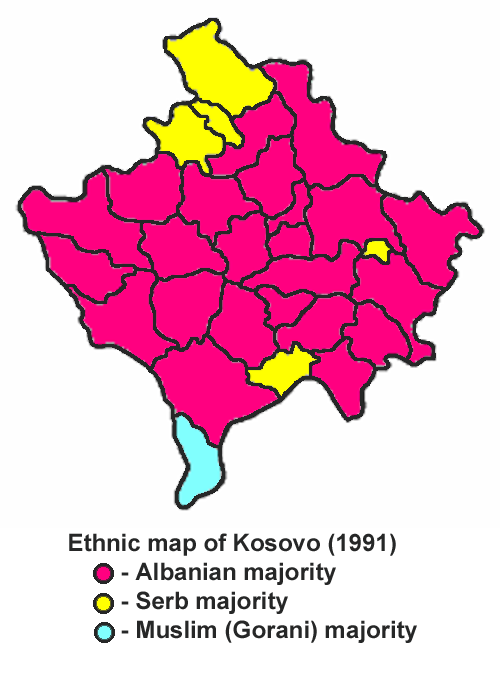
Колишній муніципалітет Гора позначений на карті блакитним

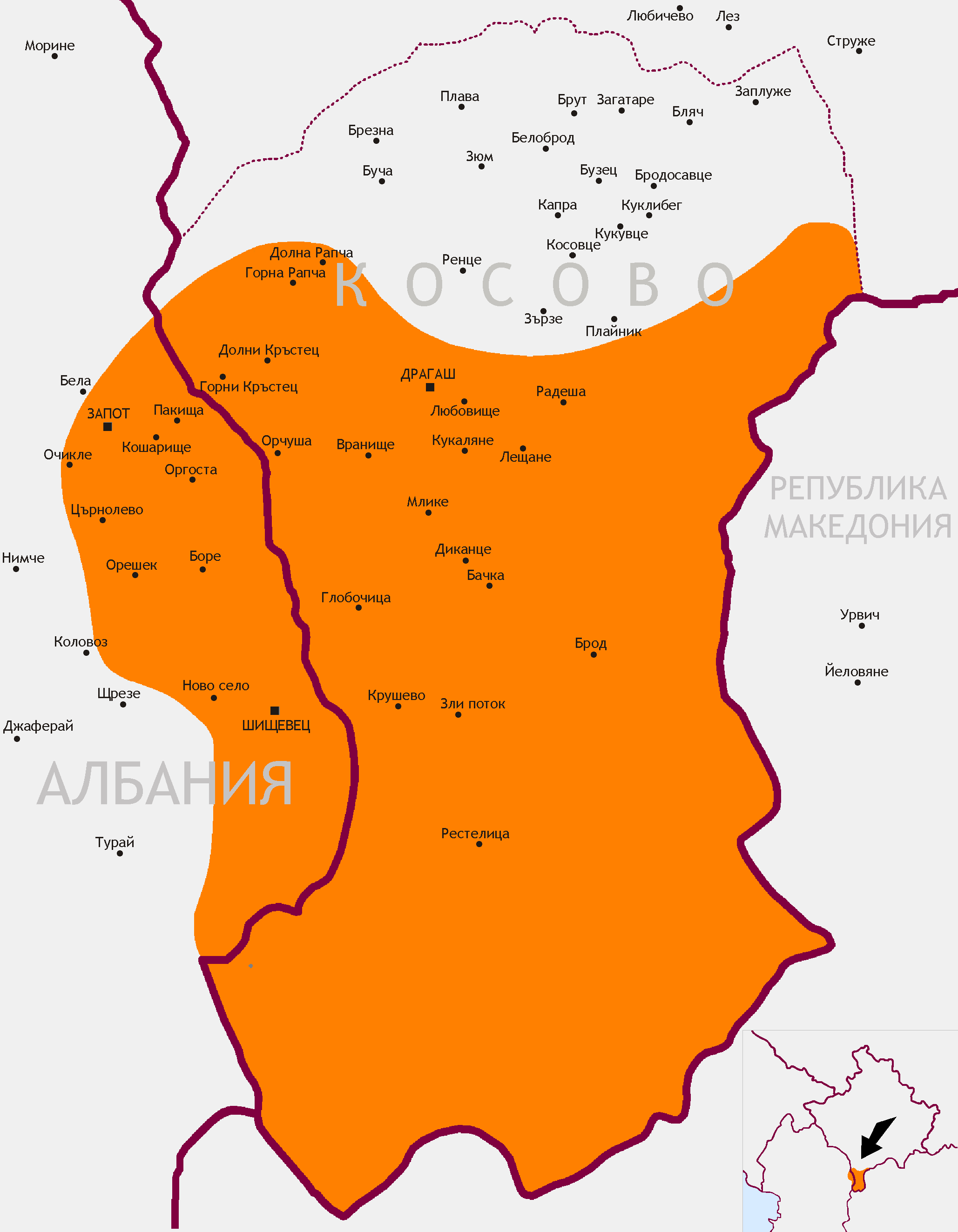
Детальна карта Гори, на кордоні Албанії та Сербії

Гора — історико-географічна область у південній частині Метохії, традиційно населена горанцями (слов'яни-мусульмани). Між 1992 і 1999 роками Гора була муніципалітетом, населення якого становило 17 574 чоловік. Зараз регіон є частиною муніципалітету Драгаш.

## Назва
Назва «Гора» в інших слов'янських мовах позначає те, що і в українській, окрім болгарської, де означає «ліс».

## Історія
Гора вперше згадана в 1348 році в указі Стефана Душана як жупа Сербського царства, що складається з семи сіл, які Душан подарував Церкві святих архангелів біля Призрену.

## Населення
Згідно з переписом населення 1991 року, населення муніципалітету Гора становить:
- Горанці ( 16,129 )
- Албанці (22, 785' ')[1]